# Chicago, Milwaukee, St. Paul and Pacific Railroad
La Chicago, Milwaukee, St. Paul and Pacific Railroad (spesso indicata come Milwaukee Road) (marchio MILW), era una compagnia ferroviaria statunitense attiva nel Midwest e nel Nord-ovest dal 1847 al 1980. La società cambiò nome più volte e affrontò la bancarotta in più occasioni negli anni settanta e ottanta. Nel 1980 abbandonò la Pacific Extension (Montana, Idaho e Washington) come misura di riduzione dei costi dopo una bancarotta del 1977.
Ciò che restava del sistema funzionò per altri sei anni fino alla fusione con la Soo Line Railroad, una filiale della Canadian Pacific Railway (marchio CP), il 1º gennaio 1986. Sebbene la "Milwaukee Road" in quanto tale abbia cessato di esistere, molto del suo tracciato è ancora usato da più ferrovie. È anche ricordata per gli edifici come lo storico Milwaukee Road Depot di Minneapolis e gli strumenti della ferrovia ancora posseduti dagli appassionati delle ferrovie, come la locomotiva a vapore Milwaukee Road 261.

## Storia

### Chicago, Milwaukee, St. Paul and Minneapolis Railroad
La compagnia che divenne Milwaukee Road iniziò come Milwaukee and Waukesha Railroad nel Wisconsin, il cui obiettivo era quello di collegare la città portuale di Milwaukee sul lago Michigan con il fiume Mississippi. La società fu incorporata nel 1847, ma cambiò il suo nome in Milwaukee and Mississippi Railroad nel 1850 prima dell'inizio della costruzione. La sua prima linea, tutta di 5 miglia (8,0 km), aperta tra Milwaukee e Wauwatosa, il 20 novembre 1850. Le estensioni seguirono a Waukesha nel febbraio 1851, a Madison, e infine sul fiume Mississippi a Prairie du Chien nel 1857.
A seguito del panico finanziario del 1857, la M&M entrò in amministrazione controllata nel 1859, e fu acquistata dalla Milwaukee and Prairie du Chien nel 1861. Nel 1867, Alexander Mitchell unì la M&PdC con la Milwaukee and St. Paul (ex LaCrosse & Milwaukee Railroad Company) sotto il nome di Milwaukee and St. Paul. Critico allo sviluppo e al finanziamento della ferrovia fu l'acquisizione di importanti concessioni di terre. Tra gli investitori di spicco nella linea c'erano Alexander Mitchell, Russell Sage, Jeremiah Milbank e William Rockefeller.
Nel 1874, il nome fu cambiato in Chicago, Milwaukee, and St. Paul, dopo aver assorbito la Chicago & Pacific Railroad Company, la compagnia che costruì la Bloomingdale Line (ora The 606) come parte della Divisione Elgin di 36 miglia da Halsted Street (Chicago) al sobborgo di Elgin, Illinois. Nel 1887, la ferrovia aveva linee che attraversavano Wisconsin, Minnesota, Iowa, Dakota del Sud e la penisola superiore del Michigan. Le sedi aziendali furono trasferite da Milwaukee al Rand McNally Building di Chicago, il primo grattacielo con struttura interamente in acciaio, nel 1889 e nel 1890, con i negozi di auto e locomotive che soggiornavano a Milwaukee. Gli uffici generali della società furono successivamente collocati nel Railway Exchange building di Chicago (costruito nel 1904) fino al 1924, quando si trasferirono alla stazione di Chicago Union.

### Pacific Extension
Negli anni 1890 i direttori della Milwaukee sentirono che dovevano estendere la ferrovia al Pacifico per rimanere competitivi con altre compagnie. Un sondaggio nel 1901 stimava i costi per costruire nel Pacifico nord-occidentale come 45 milioni di dollari (pari a 1,32 miliardi di dollari oggi). Nel 1905 il consiglio approvò la Pacific Extension, ora stimata in 60 milioni di dollari, pari a 1,63 miliardi di dollari oggi. Il contratto per la parte occidentale del percorso venne assegnato a Horace Chapin Henry di Seattle. La costruzione iniziò nel 1906 e fu completata nel 1909. Il percorso scelto fu di 18 miglia (29 km) più breve del concorrente più breve successivo, oltre a gradi migliori di alcuni, ma fu un percorso costoso, poiché la Milwaukee riceveva poche concessioni e doveva comprare la maggior parte del terreno o acquistare ferrovie più piccole.
Le due principali catene montuose che dovevano essere attraversate (le Montagne Rocciose e la Catena delle Cascate) richiedevano importanti lavori di ingegneria civile e un'ulteriore potenza locomotiva. Il completamento di 2.300 miglia (3.700 km) di ferrovie attraverso alcune delle più svariate topografie della nazione in soli tre anni è stata un'importante impresa. (Le mappe aziendali originali comprendono cinque traversate in montagna: Belts, Rockies, Bitterroots, Saddles e Cascades. Questo è un po' errato poiché le Belt Mountains e le Bitterroots fanno parte delle Montagne Rocciose, infatti il percorso non attraversava le Little Belts o Big Belts ma oltre la cresta di Lenep-Loweth tra le Castle Mountains e le Crazy Mountains.)
Alcuni storici mettono in discussione la scelta del percorso, poiché ha scavalcato alcuni centri abitati e attraversato aree con un limitato potenziale di traffico locale. Gran parte della linea era parallela alla Northern Pacific Railway. La rivista Trains ha definito la costruzione dell'estensione, in primo luogo una rotta a lungo raggio, "egregio" e un "disastro". George H. Drury ha elencato la Pacific Extension come una delle varie "decisioni sbagliate" prese dalla direzione della Milwaukee che hanno contribuito al fallimento finale dell'azienda.
A partire dal 1909, diverse ferrovie più piccole furono acquisite e ampliate per formare linee secondarie lungo la Pacific Extension.
- La Montana Railroad costituiva la linea principale attraverso il Sixteenmile Canyon così come la North Montana Line che si estendeva a nord da Harlowton a Lewistown. Questo ramo portò alla colonizzazione del bacino di Judith e, negli anni 1970, rappresentava il 30% del traffico totale della Milwaukee Road.[2]
- La Gallatin Valley Electric Railway, originariamente costruita come linea interurbana, fu estesa da Bozeman alla linea principale di Three Forks. Nel 1927 la ferrovia costruì il Gallatin Gateway Inn, dove i passeggeri diretti al parco nazionale di Yellowstone si spostavano agli autobus per il resto del loro viaggio.[2]
- Le White Sulphur Springs & Yellowstone Park Railway, originariamente costruita da Lew Penwell e John Ringling, trasportava principalmente legname e prodotti agricoli.[2]

Le condizioni operative nelle regioni montuose della Pacific Extension si sono rivelate difficili. Le temperature invernali di −40 °F (−40 °C) nel Montana resero difficile per le locomotive a vapore generare sufficiente vapore. La linea serpeggiava attraverso le zone montuose, risultando in "lunghi tratti ripidi e curve taglienti". L'elettrificazione forniva una risposta, soprattutto con abbondante energia idroelettrica in montagna, e una pronta fonte di rame ad Anaconda, Montana. Tra il 1914 e il 1916, la Milwaukee implementò un sistema aereo a corrente continua da 3.000 volt (DC) tra Harlowton, Montana e Avery, Idaho, una distanza di 438 miglia (705 km). Soddisfatta del risultato, la Milwaukee elettrizzò il suo percorso nel Washington tra Othello e Tacoma, un ulteriore 207 miglia (333 km), tra il 1917-1920. Questa sezione attraversava le Cascate attraverso il Snoqualmie Tunnel di 2 miglia e mezza (3,6 miglia), appena a sud del Snoqualmie Pass e oltre 400 metri (120 m) più in basso; il portale est del tunnel a binario unico presso Hyak comprendeva un'area sciistica di proprietà dell'azienda (1937-1950).
Insieme, le 645 miglia (1.038 km) di elettrificazione principale rappresentavano il più grande progetto del genere fino a quel momento e non sarebbero state superate negli Stati Uniti fino agli sforzi della Pennsylvania Railroad negli anni 1930. I due distretti elettrificati separati non furono mai unificati, poiché la Divisione Idaho di 216 miglia (348 km) (da Avery a Othello), era relativamente piatta lungo il fiume St. Joe fino a St. Maries e attraverso il Washington orientale, e pose poche sfide per l'operazione del vapore. L'elettrificazione costava 27 milioni di dollari, ma comportò un risparmio di oltre 1 milione di dollari all'anno da una migliore efficienza operativa.